# A legnagyobb vízerőművek listája
A legnagyobb vízerőművek listája.
| Név                                      | Ország             | Építés befejezése     | Teljes teljesítmény (MW)                       | Legnagyobb évi villamosenergia-termelés (TW-óra) |
| ---------------------------------------- | ------------------ | --------------------- | ---------------------------------------------- | ------------------------------------------------ |
| Három-szurdok                            | Kína               | 2009                  | 14 800 (2007. december); 22 500 (befejezéskor) | >100                                             |
| Itaipu                                   | Brazília/Paraguay  | 1984/1991/2003        | 14 000                                         | 103,45                                           |
| Guri (Simón Bolívar)                     | Venezuela          | 1986                  | 10 200                                         | 46                                               |
| Tucurui                                  | Brazília           | 1984                  | 7960                                           |                                                  |
| Grand Coulee                             | Egyesült Államok   | 1942/1980             | 6809                                           | 22,6                                             |
| Szajano-Susenszki                        | Oroszország        | 1983                  | 6721                                           | 26,8                                             |
| Krasznojarszki vízerőmű                  | Oroszország        | 1972                  | 6000                                           | 20,4                                             |
| Robert-Bourassa                          | Kanada             | 1981                  | 5616                                           |                                                  |
| Churchill Falls                          | Kanada             | 1971                  | 5429                                           | 35                                               |
| Bratszki                                 | Oroszország        | 1967                  | 4500                                           | 22,6                                             |
| Uszty-ilimszki                           | Oroszország        | 1980                  | 4320                                           | 21,7                                             |
| Yaciretá                                 | Argentína/Paraguay | 1998                  | 4050                                           | 19,2                                             |
| Tarbela                                  | Pakisztán          | 1976                  | 3478                                           |                                                  |
| Ertan                                    | Kína               | 1999                  | 3300 (550×6)                                   | 17,0                                             |
| Ilha Solteira                            | Brazília           | 1974                  | 3200                                           |                                                  |
| Xingó                                    | Brazília           | 1994/1997             | 3162                                           |                                                  |
| Gezhouba                                 | Kína               | 1988                  | 3115                                           | 17,01                                            |
| Nurek Dam                                | Tádzsikisztán      | 1979/1988             | 3000                                           |                                                  |
| La Grande-4                              | Kanada             | 1986                  | 2779                                           |                                                  |
| W. A. C. Bennett Dam                     | Kanada             | 1968                  | 2730                                           |                                                  |
| Robert Moses Niagara vízerőmű            | Egyesült Államok   | 1961                  | 2400                                           | 13,48                                            |
| Chief Joseph Dam                         | Egyesült Államok   | 1958/73/79            | 2620                                           |                                                  |
| Volgográdi                               | Oroszország        | 1961                  | 2541                                           | 12,3                                             |
| Paulo Afonso IV                          | Brazília           | 1955                  | 2462                                           |                                                  |
| La Grande-3                              | Kanada             | 1984                  | 2418                                           |                                                  |
| Atatürk                                  | Törökország        | 1990                  | 2400                                           |                                                  |
| Zsiguljovszki                            | Oroszország        | 1957                  | 2300                                           | 10,5                                             |
| Vaskapu I                                | Románia/Szerbia    | 1970                  | 2216                                           | 13                                               |
| Caruachi                                 | Venezuela          | 2006                  | 2160                                           | 12,95                                            |
| John Day Dam                             | Egyesült Államok   | 1971                  | 2160                                           |                                                  |
| La Grande-2-A                            | Kanada             | 1992                  | 2106                                           |                                                  |
| Asszuáni-gát                             | Egyiptom           | 1970                  | 2100                                           |                                                  |
| Itumbiara                                | Brazília           | 1980                  | 2082                                           |                                                  |
| Hoover-gát                               | Egyesült Államok   | 1936/1961             | 2080                                           |                                                  |
| Cahora Bassa                             | Mozambik           | 1975                  | 2075                                           |                                                  |
| The Dalles Dam                           | Egyesült Államok   | 1981                  | 2038                                           |                                                  |
| Karun-1                                  | Irán               | 1976                  | 2000                                           |                                                  |
| Karun-2                                  | Irán               | 2001                  | 2000                                           |                                                  |
| Karun-3                                  | Irán               | 2007                  | 2000                                           | 4,1                                              |
| Lijiaxia                                 | Kína               | 2000                  | 2000                                           |                                                  |
| Sir Adam Beck vízerőmű I., II. (Niagara) | Kanada             | 1922 (I.), 1954 (II.) | 1997 (498+1499)                                |                                                  |